# Xeniomyza
Xeniomyza är ett släkte av tvåvingar. Xeniomyza ingår i familjen minerarflugor.

## Arter inomXeniomyza[1]
- Xeniomyza ilicitensis
- Xeniomyza intermedia